# Julio San Lorenzo
Julio San Lorenzo (Posadas, 20 dicembre 1934 – Santiago del Estero, 21 luglio 2016) è stato un calciatore argentino, di ruolo attaccante.

## Carriera

### Club
Ha giocato tutta la carriera in Argentina a parte le stagioni dal 1967 al 1969 dove è stato un attaccante del Deportivo Cali.

### Nazionale
Ha disputato la sua unica due partite per la nazionale argentina nel 1963.